# 이시게 히데키
이시게 히데키(일본어: 石毛 秀樹, 1994년 9월 21일 ~ )는 일본의 축구 선수이다.

## 구단 경력
그는 2012년부터 2024년까지 J리그의 시미즈 에스펄스, 파지아노 오카야마, 감바 오사카에서 활동하였다.

## 국가대표팀 경력
그는 2011년 FIFA U-17 월드컵에 참가할 일본 U-17 국가대표팀에 발탁되었으며, 4경기에 출전, 2득점을 넣어서, 8강 진출에 기여했다. 2013년 AFC U-22 축구 선수권 대회에도 출전했다.